# Факула Мемфис
Факула Мемфис (лат. Memphis Facula) — палимпсест (светлое пятно или «кратер-призрак») на Ганимеде, крупнейшем спутнике Юпитера.
Диаметр — около 360 км. Расположена на юго-востоке области Галилея, огромного и почти круглого тёмного региона на северном полушарии Ганимеда. Хотя нынче факула Мемфис практически плоская, она является реликтовым следом массивного столкновения, и некогда представляла собою глубокий ударный кратер, вал которого осел, а со дна поднялась грязь, так что ландшафт стал ровным.
Морфология таких крупных палимпсестов, как факула Мемфис, предполагает, что ледяная кора Ганимеда во времена столкновения имела толщину порядка 10 км и была пробита ударом, позволив грязи и жидкости, находящимся под нею, заполнить и выровнять место столкновения.